# بلک هند (کمیک)
بلک هند (به انگلیسی: Black Hand) با نام اصلی ویلیام درک هند، یک شخصیت خیالی ابرشرور در کتاب‌های کامیک آمریکایی منتشر شده توسط دی‌سی کامیکس است که به عنوان دشمن شخصیت فانوس سبز محسوب می‌شود. این شخصیت توسط نویسنده جان بروم و طراح گیل کین خلق شده‌است؛ که برای اولین بار در شمارهٔ ۲۹ از مجموعه فانوس سبز (ژوئن ۱۹۶۴) حضور یافت. شخصیت بلک هند از جنایتکاری حیله‌گر تا دیوانه‌ای سادیسمی متغیر است که قادر به انحراف مسیر نیروی زندگی از قربانیان خود است. او پس خودکشی، بار دیگر از دنیای مردگان بازگشت و از آن زمان به بعد نقش و تجسم قدرت سیاه را ایفا نمود.